# Camila Riveros
Camila Belén Riveros es una actriz argentina, conocida por interpretar a “Ardilla” en la telenovela juvenil Casi ángeles. En 2008 protagonizó la película argentina El Ratón Pérez 2 y en 2013 formó parte del elenco de la telecomedia romántica Mi amor, mi amor, encarnando a Martina.
En 2017 participó en Divina, está en tu corazón interpretando al personaje de Daniela.

## Trayectoria

### Televisión
| Televisión | Televisión                 | Televisión                | Televisión |
| Año        | Título                     | Personaje                 | Canal      |
| ---------- | -------------------------- | ------------------------- | ---------- |
| 2007-      | Casi ángeles               | Josefina 'Ardilla' Lucero | Telefe     |
| 2013       | Mi amor, mi amor           | Martina Gentile           | Telefe     |
| 2017       | Divina, está en tu corazón | Daniela                   | El Trece   |

### Cine
| Cine | Cine             | Cine       | Cine                       |
| Año  | Película         | Personaje  | Nota                       |
| ---- | ---------------- | ---------- | -------------------------- |
| 2008 | El Ratón Pérez 2 | Ana Molina | Director: Andrés G. Schaer |